# 刘庚 (1913年)
刘庚（1913年—1994年8月28日），又名刘宏儒，男，陕西临潼人，中华人民共和国政治人物，曾任陕西省革命委员会副主任，陕西省人民政府副省长。